# Allocosa dubia
Allocosa dubia este o specie de păianjeni din genul Allocosa, familia Lycosidae. A fost descrisă pentru prima dată de Walckenaer, 1837. Conform Catalogue of Life specia Allocosa dubia nu are subspecii cunoscute.